# Ephyriades
Ephyriades es un género de mariposas de la familia Hesperiidae.

## Descripción
La especie tipo es Papilio otreus Stoll, 1780, según designación posterior realizada por Scudder en 1875.

## Diversidad
Existen 4 especies reconocidas en el género, todas ellas tienen distribución neotropical. Al menos 1 especies se han reportado en la región Neártica

## Plantas hospederas
Las especies del género Ephyriades se alimentan de plantas de las familias Malvaceae, Malpighiaceae, Apocynaceae, Menispermaceae. Las plantas hospederas reportadas incluyen los géneros Ceiba, Malpighia, Mesechites, Prestonia, Stigmaphyllon, Byrsonima, Hiraea, Abuta.